# Prisca Philip
Prisca Philip, född 1 mars 1968, är en friidrottare från Barbados. Hon deltog vid olympiska sommarspelen 1992.